# Stanisław Małkowski (duchowny)
Stanisław Olaf Małkowski, pseudonimy: Tadeusz Baczan, Jan Malski, Stanisław Bernalewski, Ksiądz, Socjolog (ur. 29 lipca 1944 w Woli Korytnickiej) – polski duchowny rzymskokatolicki, kaznodzieja, socjolog, publicysta, społecznik, działacz opozycji demokratycznej w Polskiej Rzeczypospolitej Ludowej i kapelan „Solidarności”. Kawaler Orderu Orła Białego.

## Życiorys

### Młodość
Urodził się w majątku ziemskim swoich pradziadków w Woli Korytnickiej. Jego ojcem był Zdzisław Małkowski (fizyk), a matką Krystyna z Malskich (etnograf). Natomiast jego dziadkiem ze strony ojca był profesor Stanisław Małkowski, a ze strony matki senator Władysław Malski. W grudniu 1945 przeprowadził się wraz z rodziną do Warszawy, gdzie w 1946 roku urodził się jego brat. W 1961 ukończył VI Liceum Ogólnokształcące im. Tadeusza Reytana w Warszawie. Po szkole średniej rozpoczął studia na Wydziale Filozofii Uniwersytetu Warszawskiego. W latach 1964–1966 przerwał je i przebywał w nowicjacie w klasztorze benedyktynów w Tyńcu. Przed przyjęciem habitu zakonnego opuścił zakon i powrócił na studia. Ukończył je w 1969 w Instytucie Nauk Społecznych Uniwersytetu Warszawskiego z tytułem magistra socjologii. Promotorem jego pracy magisterskiej był profesor Adam Podgórecki.
W 1970 wstąpił do Wyższego Metropolitalnego Seminarium Duchownego w Warszawie. W czasie formacji kleryckiej zajmował się pracą naukową. Publikował opracowania z zakresu socjologii na temat subkultur młodzieżowych oraz nieletnich i młodocianych zamkniętych w zakładach wychowawczych, poprawczych i karnych.
Po ukończeniu seminarium duchownego, 22 grudnia 1974 przyjął święcenia kapłańskie z rąk biskupa pomocniczego warszawskiego Zbigniewa Kraszewskiego. W latach 1974–1975 był wikarym w parafii św. Jozafata w Warszawie. W latach 1975–1976 rezydentem w parafii Bożego Ciała na Kamionku w Warszawie, a następnie przez krótki okres duszpasterzem w: Skierniewicach, Ząbkach, Prudniku, Poznaniu. Prowadził rekolekcje dla Ruchu Światło-Życie. Ponownie podjął próbę zostania zakonnikiem. W latach 1976–1977 przebywał w nowicjacie dominikanów.

### Działalność opozycyjna w PRL
Od lat 60. XX wieku zaangażowany w działalność opozycyjną. Jako student Uniwersytetu Warszawskiego brał udział w strajkach w Marcu 1968, za co został usunięty z Wydziału Filozofii UW. Od lat 70. XX wieku jako młody duchowny współpracował z Ruchem Obrony Praw Człowieka i Obywatela i Komitetem Obrony Robotników. Był jednym z sygnatariuszy Listu 59, w którym protestował przeciwko wprowadzeniu do konstytucji Polskiej Rzeczypospolitej Ludowej zapisu o kierowniczej roli Polskiej Zjednoczonej Partii Robotniczej i wieczystego sojuszu ze Związkiem Socjalistycznych Republik Radzieckich. Brał udział w głodówkach organizowanych przez opozycjonistów w kościele św. Marcina w Warszawie i kościele Świętego Krzyża w Warszawie. Przez wiele lat współpracował z czołowymi przywódcami polskiej opozycji spośród intelektualistów warszawskich, m.in.: Andrzejem Czumą, Leszkiem Moczulskim, Wojciechem Ziembińskim i Jackiem Kuroniem. Z tym ostatnim łączyły go również wspólne zainteresowania subkulturami i trudną młodzieżą. Jednak ze względu na inne poglądy Stanisław Małkowski poróżnił się z Jackiem Kuroniem i z czasem zerwał współpracę.
Od 1977 współpracował z Komitetem Samoobrony Chłopskiej Ziemi Grójeckiej, a od 1979 z Komitetem Porozumienia na rzecz Samostanowienia Narodu. Za kontrowersyjne dla władz państwowych kazania zawierające obszerne cytaty z dokumentów Kościoła katolickiego o poszanowaniu praw osoby ludzkiej i zbyt duże zaangażowanie polityczne był wielokrotnie napominany przez instytucje kurii warszawskiej do zmiany swojego postępowania. Obawiano się o jego życie. W 1977 został pozbawiony przydziału do parafii. Był zatrudniany indywidualnie przez proboszczów parafii archidiecezji warszawskiej. W sierpniu 1980 jako delegat z ramienia Komitetu Samoobrony Chłopskiej Ziemi Grójeckiej uczestniczył w strajku w Stoczni Gdańskiej. W stanie wojennym został jednym z kapelanów podziemnej „Solidarności”.
Podczas studiów w seminarium duchownym poznał Jerzego Popiełuszkę, w kilka lat później został jego przyjacielem, a następnie również współpracownikiem. Pomagał mu w duszpasterstwie prowadzonym przy kościołach św. Anny i Res Sacra Miser na Krakowskim Przedmieściu w Warszawie. Od 1982 odprawiał wraz z nim przyciągające tłumy wiernych Msze za Ojczyznę w kościele św. Stanisława Kostki na warszawskim Żoliborzu.
W latach 80. XX wieku angażował się w jeszcze inne formy duszpasterstwa wśród opozycjonistów. Poza udziałem w Mszach za Ojczyznę współorganizował m.in.: Msze Katyńskie, uroczystości pod krzyżem w Parku im. Romualda Traugutta i pod pomnikiem na Olszynce Grochowskiej. Za swą działalność, kazania oraz kontakty z opozycją był wielokrotnie nękany, zatrzymywany, przesłuchiwany i poddawany rewizjom przez Służbę Bezpieczeństwa.
13 grudnia 1981, w dniu ogłoszenia stanu wojennego, był jedynym duchownym katolickim z Warszawy, który został zatrzymany przez Służbę Bezpieczeństwa. Uniknął jednak internowania. Na początku lat 80. XX wieku znalazł się na liście niewygodnych księży sporządzonej dla zastępcy dyrektora Departamentu IV Ministerstwa Spraw Wewnętrznych, płk. Adama Pietruszki, których zamierzano skrytobójczo zgładzić. Figurował na niej pod numerem pierwszym, przed księdzem Jerzym Popiełuszką.
W 1983 został odsunięty od pracy duszpasterskiej i ewangelizacyjnej decyzją kurii archidiecezji warszawskiej i przeniesiony do posługi kapelana na Cmentarzu Komunalnym Północnym na Wólce Węglowej w Warszawie. Pomimo to podejmował się dalej działalności kaznodziejskiej. Zapraszany do różnych warszawskich i podwarszawskich parafii wygłaszał tam swoje wykłady, rekolekcje i homilie cechujące się licznymi odwołaniami do katolickiej nauki społecznej, a wymierzone przeciwko panującemu w Polsce ustrojowi socjalistycznemu. Publikował też pod różnymi pseudonimami w prasie podziemnej oraz niezależnej („Biuletyn Informacyjny”, „Krytyka”, „Spotkania”, „Tygodnik Powszechny”, „Tygodnik Wojenny”, „Więź”, „Znak”).
Po 1989 został zwolniony z nałożonych na niego przez kurię archidiecezjalną zakazów i skierowany jako wikariusz do pracy w parafii Najświętszej Maryi Panny Królowej Świata na Ochocie. W 1990 został przeniesiony do pomocy w parafii Miłosierdzia Bożego i św. Faustyny na Muranowie. Od 1992 ponownie bez stałego przydziału.

### Działalność w III RP

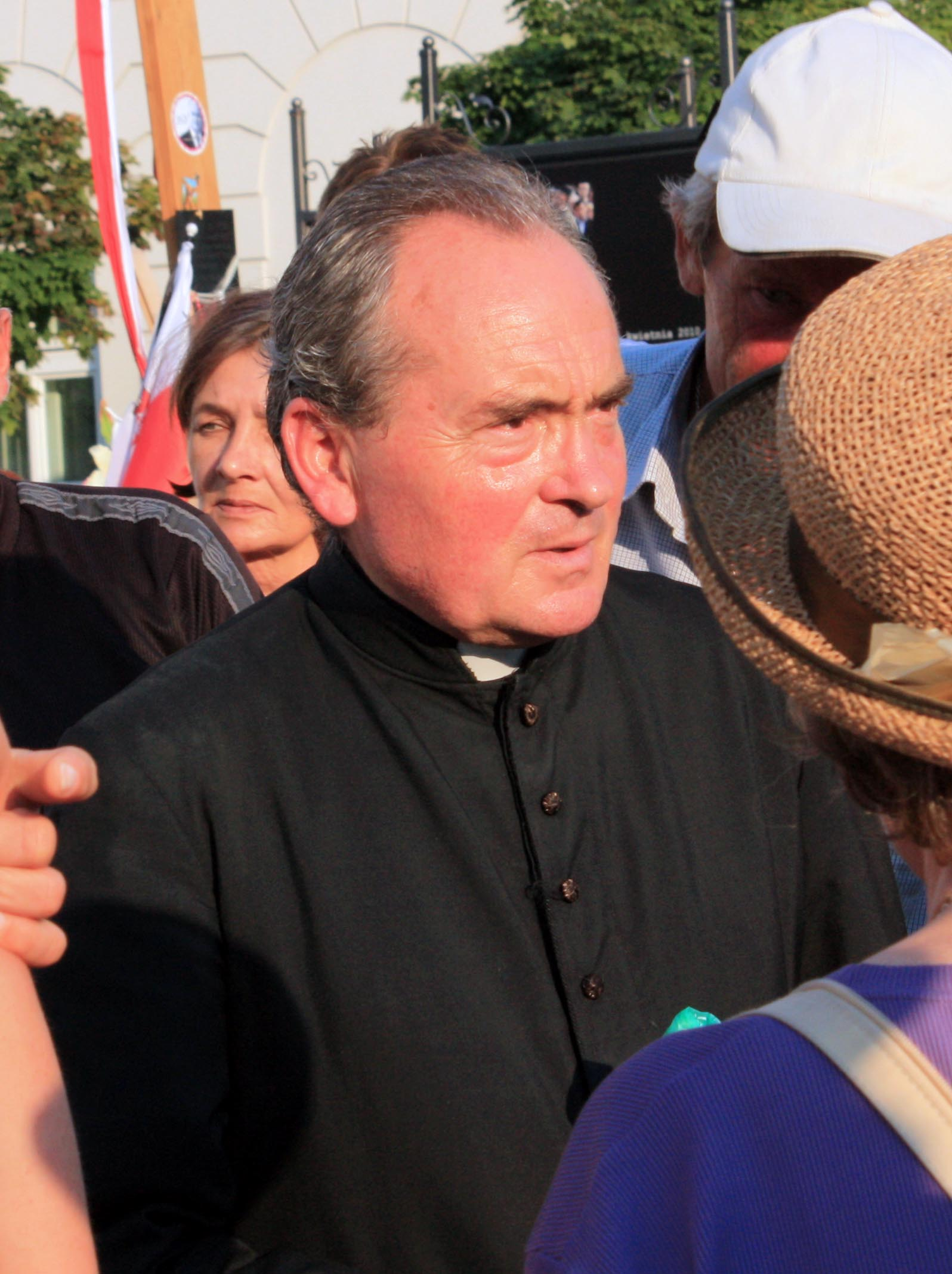
Ks. Stanisław Małkowski na Krakowskim Przedmieściu w Warszawie (2010)

Po 1989 był wolontariuszem duszpasterstwa więziennego. Pracował nadal jako celebrans pogrzebów na Cmentarzu Komunalnym Północnym w Warszawie oraz jako ksiądz wspomagający w kilku parafiach diecezji warszawsko-praskiej i archidiecezji warszawskiej. Do 2002 był rezydentem na Saskiej Kępie w parafii Matki Bożej Nieustającej Pomocy w Warszawie.
24 stycznia 2007 na żądanie proboszcza parafii św. Ignacego Loyoli został odwołany z posługi kapelana na Wólce Węglowej. Powodem decyzji był wywiad, którego udzielił dla programu Jerzego Zalewskiego Pod Prąd w TV Puls oraz wystąpienia i wypowiedzi w telewizji publicznej na temat sytuacji Kościoła rzymskokatolickiego w Polsce i mianowania, a następnie rezygnacji metropolity warszawskiego Stanisława Wielgusa. Usunięto go także z pracy w parafii św. Patryka na Gocławiu, gdzie był księdzem wspomagającym. W diecezji warszawsko-praskiej, na terenie której mieszka, decyzją kurii odebrano mu prawo głoszenia homilii, prawo spowiadania oraz przyzwolono mu jedynie na odprawianie mszy świętych koncelebrowanych w parafii na Saskiej Kępie. Po interwencji biskupa pomocniczego warszawskiego Mariana Dusia został przywrócony do posługi przy pogrzebach na cmentarzu na Wólce Węglowej. Od 2007 pełni ponownie obowiązki księdza wspomagającego w parafii św. Ignacego Loyoli, w parafii św. Patryka, a także w parafii Miłosierdzia Bożego w Warszawie.
W lecie 2009 popierał radnego sejmiku województwa mazowieckiego Mariana Brudzińskiego i komitet Pro Polonia w akcji protestacyjnej przeciwko koncertowi Madonny w Warszawie. W lecie 2010 brał udział w zgromadzeniach i przewodniczył wieczornym modlitwom przed Pałacem Prezydenckim w Warszawie. 3 sierpnia 2010 poświęcił tzw. krzyż smoleński, który w kwietniu 2010 postawili przed pomnikiem księcia Józefa Poniatowskiego polscy harcerze. 13 września 2010 postępowaniem tym ściągnął na siebie ostrzeżenie kurii archidiecezji warszawskiej i groźbę obłożenia karą suspensy. Mimo upomnień pozostał nadal sympatykiem Społecznej Inicjatywy Obrońców Krzyża, dla której poświęcił nowy krzyż.
W listopadzie 2010 na życzenie kurii archidiecezji warszawskiej przestał pełnić posługę w Domu Opieki i Hospicjum Res Sacra Miser w Warszawie.
W 2011 wszedł w skład Rady Stowarzyszenia Solidarni 2010. Był także członkiem honorowego komitetu poparcia Marszu Niepodległości. Publikuje m.in. w „Naszej Polsce” i „Warszawskiej Gazecie”.
Przeszedł na emeryturę w 2022.

## Odznaczenia i wyróżnienia
23 września 2006 prezydent RP Lech Kaczyński za zasługi dla niepodległości Rzeczypospolitej Polskiej oraz za działalność na rzecz przemian demokratycznych w kraju, odznaczył księdza Stanisława Małkowskiego Krzyżem Komandorskim Orderu Odrodzenia Polski. W 2007 jego nazwisko zostało upamiętnione na tablicy poświęconej kapelanom Solidarności, która znajduje się w kościele św. Katarzyny na warszawskim Służewie.
W styczniu 2011 został uhonorowany Nagrodą im. Grzegorza I Wielkiego przyznaną mu przez redakcję miesięcznika „Niezależna Gazeta Polska – Nowe Państwo”. Tygodnik „Warszawska Gazeta” uznał go natomiast za Człowieka Roku 2010. W 2018 został odznaczony Medalem „Pro Bono Poloniae”. Wyróżniony odznaką „Zasłużony Działacz Kultury”. W 2019 otrzymał Krzyż Wolności i Solidarności.
11 listopada 2021, w uznaniu znamienitych zasług w pracy duszpasterskiej, za bohaterską postawę kapelana „Solidarności”, wspierającego słowem i czynem walkę o Polskę niepodległą i sprawiedliwą, stojącego po stronie dobra i prawdy w obronie niezbywalnych praw człowieka, został odznaczony przez prezydenta RP Andrzeja Dudę Orderem Orła Białego.

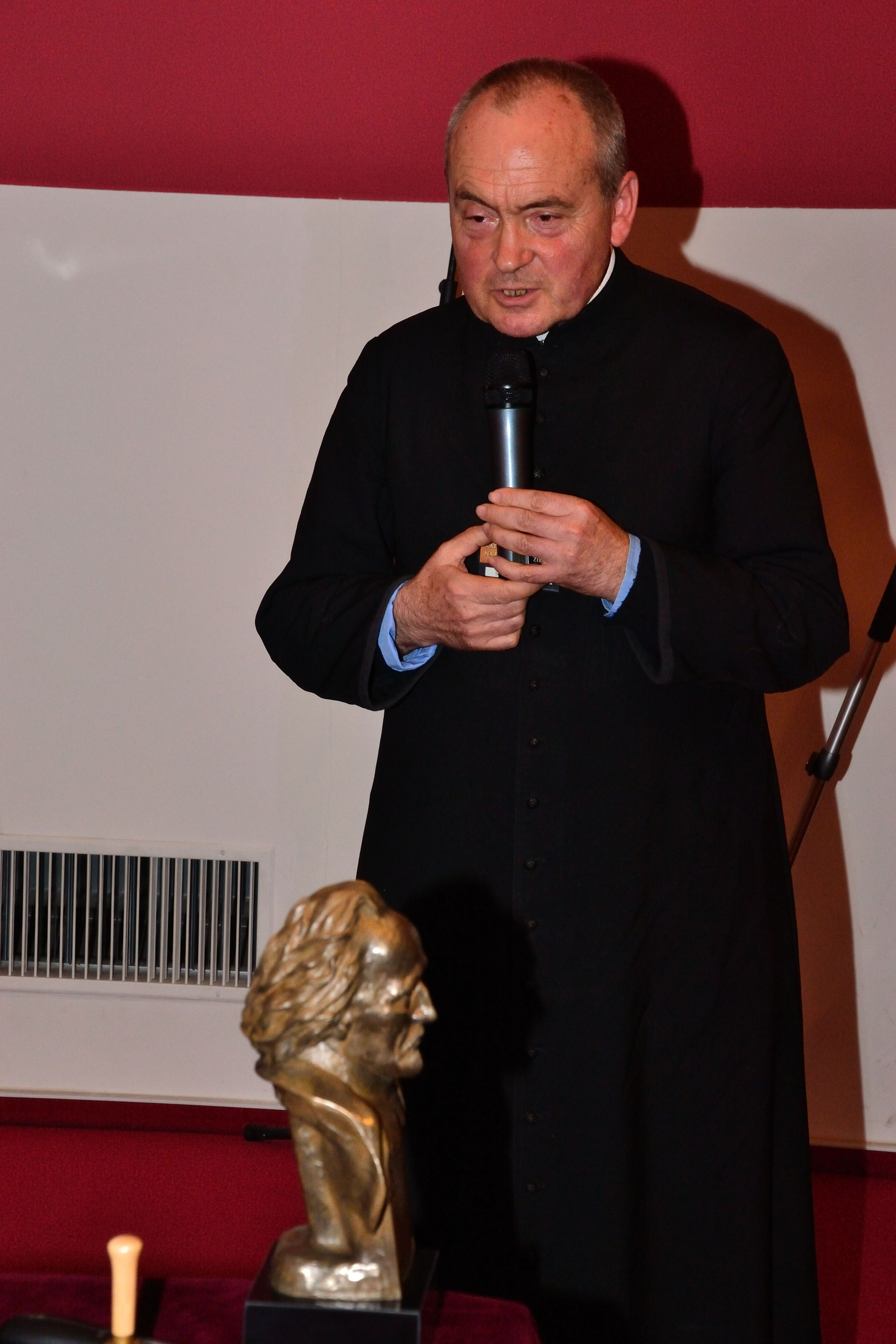
Ks. Stanisław Małkowski jako laureat Nagrody im Ks. Piotra Skargi (Niepołomice, 2013)

## Poglądy
Od 1989 orędownik dekomunizacji i lustracji w Polsce. Krytyk spotkań Okrągłego Stołu i w Magdalence. W latach późniejszych wielokrotnie krytykował zachowania polskiej sceny politycznej. Utożsamiany z polskim ruchem prawicowym, z którym współpracuje. Bierze aktywny udział w wielu sympozjach, spotkaniach i prelekcjach organizowanych przez stowarzyszenia i działaczy tego nurtu politycznego.
Sceptycznie nastawiony do śledztwa w sprawie katastrofy polskiego samolotu Tu-154M w Smoleńsku, którą uważa za zamach.
W swoich wypowiedziach i publikacjach opowiada się za intronizacją Jezusa Chrystusa na Króla Polski.

## Działalność społeczna
Jest działaczem na rzecz obrony życia poczętego. W 1979 wspólnie z kapłanami Jackiem Salijem OP i Stanisławem Ługowskim był założycielem Ruchu Obrony Dzieci Poczętych Gaudium Vitae.
Jako społecznik zaangażowany jest w duszpasterstwo więzienne oraz pracę w hospicjach i z dziećmi niepełnosprawnymi.
W latach 1979–1991 pracował dla Ruchu Wiara i Światło, w latach 1991–2002 pełnił posługę w areszcie śledczym na warszawskiej Białołęce, w latach 2007–2010 w Domu Opieki i Hospicjum Res Sacra Miser w Warszawie.
Obecnie pracuje jako wolontariusz w ośrodku dla bezdomnych Polskiego Komitetu Pomocy Społecznej w Warszawie.

## Postać księdza w filmie
W 2008 wystąpił, grając samego siebie, w epizodycznej roli w filmie biograficznym Popiełuszko. Wolność jest w nas. W 2010 postać Stanisława Małkowskiego pojawiła się jako drugoplanowa w spektaklu Teatru Telewizji Wierność. W rolę księdza wcielił się Witold Dębicki.